# Daniel Braaten

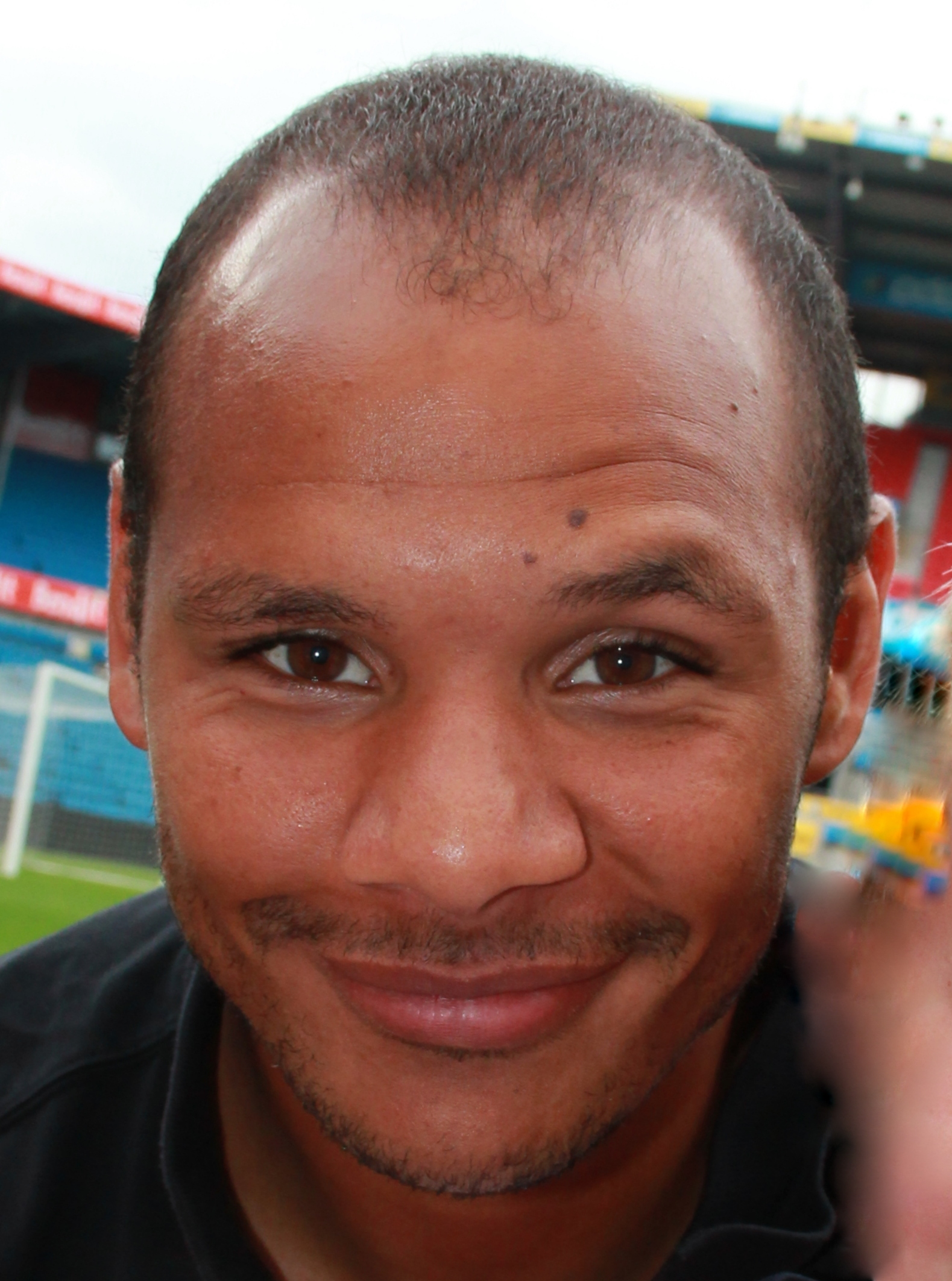
Daniel Braaten - 2012

Daniel Braaten é um futebolista norueguês que atua como ponta. Filho de mãe médica nórdica norueguesa e pai africano da Nigéria residente na Escandinávia. Atualmente, joga pelo Brann.
Pela Seleção Norueguesa, Daniel Braaten jogou 52 partidas, marcando quatro gols.